# Бил Гейтс
Уѝлям Хѐнри Гейтс III (на английски: William Henry Gates III, по-известен като Бил Гейтс) е американски програмист и бизнесмен, съосновател на компанията „Майкрософт“. Притежава значителен дял от акциите ѝ, което го прави един от най-богатите хора в света. През 1987 г. Гейтс е включен в списъка на Форбс на 400-те най-богати американци с богатство от 1,25 милиарда долара и тогава е най-младият милиардер, издигнал се сам. Оттогава насам той неизменно е сред първите няколко най-богати хора в света.

## Биография
Бил Гейтс е роден на 28 октомври 1955 г. в Сиатъл. Семейството му е заможно и има дълги години опит и връзки в бизнеса и политиката – неговият прадядо е бил кмет, дядо му е бил вицепрезидент на националната банка, а баща му Хенри Гейтс е известен адвокат. Гейтс показва своите възможности още в началното училище, където изненадва преподавателите си със своите научни познания и особено с математическите си възможности. Родителите му виждат неговия талант и решават да го пратят в престижното сиатълско частно училище „Лейксайд“, като искат той да развие своята заложба там. Тази тяхна стъпка има голямо значение за Бил Гейтс, защото именно там той се среща за първи път с компютрите.
През 1968 г. преподавателите в „Лейксайд“ решават да запознаят учениците си с компютрите. По това време машините са доста големи и доста скъпи за финансовите възможности на едно училище, затова се ползва машинно време под наем. Компютърът, който се намирал в „Лейксайд“, е PDP-10 на DEC.
Бил Гейтс, Пол Алън и няколко други ученици от „Лейксайд“ (много от тях по-късно са назначени за програмисти в „Майкрософт“) веднага станали неразделни с компютъра. Те стояли в залата, в която се намирала машината, цели дни и нощи, като пишели програми, четяли компютърна литература и правели всичко, което да увеличи познанията им в компютърната наука. Но това скоро започнало да им създава проблеми – те не пишели домашните си работи, понякога не влизали в час и прекарвали цялото си свободно време пред компютъра в сградата на училището.
В края на 1968 г. в Сиатъл е създадена Computer Center Corporation (CCC). Тази фирма предоставя на училището допълнително машинно време. Но скоро учениците започнали да тестват сигурността на системата, като няколко пъти предизвиквали нейното забиване. Те дори променяли файла, който показвал колко време оставало на училището да използва компютъра. Именно заради това CCC забранила на виновниците достъпа за няколко седмици.
През 1968 г. Бил Гейтс и Пол Алън основали Lakeside Programming Group. Те искали да намерят начин да използват компютърните си умения в реалния свят. Тяхната първа възможност била резултат от причината, заради която били изхвърлени от списъка на CCC. Компанията видяла, че има доста пропуски в сигурността и стабилността на системите си и затова решила да наеме Бил Гейтс и приятелите му да тестват сигурността на системите, а като отплата щели да получат неограничено време, през което можели да използват училищния компютър.
През 1969 г. CCC започнала да изпитва финансови проблеми, като фалирала през март 1970 г. Затова Lakeside Programming Group трябвало да намерят друг начин да си осигурят още време, през което можели да използват компютъра. Младите ученици искали да намерят начин да продължат да развиват таланта си. Възможността им дошла с Information Service Inc., които наели учениците да направят разплащателна програма. Като   награда им се предоставя още време за ползване на училищния компютър и за първи път получават доходи.
Същевременно те работят и върху програма, която представлява училищен каталог. Младите програмисти търсели всяка възможност да изкарат някакви доходи от програмиране. Още един техен успех бил с компанията TRW, която наема Бил Гейтс и Пол Алън да оправят бъг в системата им, който бил подобен на този в CCC. Оттогава те двамата започнали да се утвърждават като сериозни програмисти и вече искали да създадат своя собствена софтуерна компания.
През 1973 г. Бил Гейтс бил приет в Харвардския университет. Започнал да учи, но отново, както в Лейксайд, след като открил компютърния център в „Харвард“, забравил за учението. Бил и Пол поддържали връзка дори далеч един от друг. Те обсъждали често идеята да създадат своя компания. След края на първата учебна година в „Харвард“, през лятото двамата започнали да работят в Honeywell. След края на лятото Пол Алън започнал все повече да настоява да създадат софтуерна компания, но Бил Гейтс не можел да бъде достатъчно сигурен в техния успех, за да прекъсне обучението си в „Харвард“.
През декември 1974 г. Алън бил на път към Гейтс, когато се спрял в един магазин. Това, което видял вътре, променило техния живот завинаги. На корицата на списание „Попюлър Електроникс“ имало снимка на Altair 8800 и заглавие под него: „Първият комерсиален микрокомпютър“. Той занесъл списанието на Гейтс и те видели в този микрокомпютър своя голям шанс, знаейки, че той щял да има нужда от програми, с които да работи. След няколко дни Гейтс се обажда на Micro Instrumentation and Telemetry Systems (MITS), създателите на „Altair 8800“. Той им казал, че двамата с Пол са създали версия на BASIC, която може да работи на техните компютри. Това било лъжа, те дори нямали написан един ред с код, защото не притежавали „Altair 8800“, но MITS не знаели това и били доста заинтересовани от тяхното творение. Затова Бил и Пол започнали да работят върху BASIC, както били обещали. Съставянето на кода било поверено на Бил Гейтс, а Пол Алън подготвял емулация на „Altair“ на „PDP-10“. След осем седмици те били готови и Алън трябвало да отиде до MITS, за да тества творението им. Когато Пол сложил програмата в „Altair“, той за първи път се докосвал до този компютър. Ако емулаторът, който той бил направил, или част от кода на Гейтс не работела, тяхното начинание щяло да завърши с провал. За негова радост това не се случило, защото програмата работела перфектно. Първо компютърът извел съобщението „memory size?“ Пол въвел „7K.“ след това написал „Print 2+2.“ и за негова радост компютърът изписал „4“. MITS решили да купят правата върху BASIC от двамата програмисти.
В този момент Бил видял, че има доста големи възможности в софтуерния бизнес, и прекъснал обучението си в „Харвард“. Той и Пол Алън създали компанията „Microsoft“ през лятото на 1975, когато Бил Гейтс е на 19 години. Решаващ момент за успеха на компанията е подписването на договор с IBM през 1981 г. за създаването на операционна система IBM PC DOS за техните персонални компютри. Бил Гейтс се счита за най-известния випускник на Харвардския университет. Университетът обявява през 2007 решението си да връчи почетна докторантура на Бил Гейтс, което взема администрацията на университета, „за неговите специални заслуги“ .
На 7 януари 2008 г. Бил Гейтс обявява намерението си през юли същата година да прекрати своите пълномощия като ръководител на корпорацията Microsoft, като насочи дейността си в областта на благотворителността.
Последният за Бил Гейтс ден като ръководител на Microsoft е 27 юни 2008 г. Въпреки това той не скъсва напълно с компанията – Гейтс остава председател на Съвета на директорите (но без изпълнителни пълномощия), занимава се със специални проекти, а също така остава най-големият притежател на акции (8,7 %) от Microsoft.

## Връзка с Джефри Епщайн
Статия на New York Times от 2019 г. съобщава, че връзката на Гейтс с финансиста Джефри Епщайн започва през 2011 г., само няколко години след като Епщайн е осъден за набавяне на дете за проституция, и продължава няколко години, включително посещение в къщата на Епщайн със съпругата му в есента на 2013 г., въпреки декларирания от нея дискомфорт. Гейтс каза през 2011 г. за Епщайн: „Начинът му на живот е много различен и някак интригуващ, въпреки че не би работил за мен“. 
Дълбочината на приятелството между Гейтс и Епщайн не е ясна, въпреки че Гейтс обикновено коментира, че „Срещнах го. Нямах никакви бизнес отношения или приятелство с него“. Въпреки това Гейтс посещава Епщайн „много пъти, въпреки миналото на Епщайн“. Беше съобщено, че Епщайн и Гейтс "обсъдиха фондацията на Гейтс и филантропията". Въпреки това, в интервю през 2019 г. Гейтс напълно отрече каквато и да е връзка между Епщайн и фондацията на Гейтс или неговата филантропия като цяло. През август 2021 г. Гейтс каза, че причината, поради която е имал срещи с Епщайн, е, че Гейтс се е надявал, че Епщайн може да осигури пари за филантропска дейност, въпреки че от идеята не се получава нищо. Гейтс добави: „Беше огромна грешка да прекарвам време с него, за да му дам доверието, че е там.“
Също така беше съобщено, че Епщайн и Гейтс се срещнаха с председателя на Нобеловия комитет Торбьорн Ягланд в неговата резиденция в Страсбург, Франция през март 2013 г., за да обсъдят Нобеловата награда.  Присъстваха и представители на Международния институт за мир, който получи безвъзмездни средства за милиони от Фондация Гейтс, включително безвъзмездна помощ от 2,5 милиона долара за „общностна ангажираност“ през октомври 2013 г. През 2023 г. беше съобщено, че Епщайн е заплашил да разкрие предполагаема афера, която Гейтс е имал с руски играч на бридж.

## Приблизително имущество
(в американски долари според списъка с милиардерите на „Форбс“)
- 1996 г. – 18,5 милиарда, 1 място
- 1997 г. – 36,3 милиарда, 2 място („Forbes“ посочва султана на Бруней като най-богатия)
- 1998 г. – 51 милиарда, 1 място
- 1999 г. – 90 милиарда, 1 място
- 2000 г. – 60 милиарда, 1 място
- 2001 г. – 58,7 милиарда, 1 място
- 2002 г. – 52,8 милиарда, 1 място
- 2003 г. – 40,7 милиарда, 1 място
- 2004 г. – 46,6 милиарда, 1 място
- 2005 г. – 51 милиарда, 1 място
- 2006 г. – 50 милиарда, 1 място
- 2007 г. – 57 милиарда, 2 място след Карлос Слим (мексикански бизнесмен), който притежава 1 – 3 милиарда повече от Бил Гейтс.
- 2008 г. – 58 милиарда, 1 място
- 2009 г. – 40 милиарда, 1 място
- 2010 г. – 53 милиарда, 1 място
- 2011 г. – 56 милиарда, 1 място
- 2012 г. – 61 милиарда, 1 място
- 2013 г. – 67 милиарда, 1 място
- 2014 г. – 76 милиарда, 1 място
- 2015 г. – 79 милиарда, 1 място
- 2016 г. – 75 милиарда, 1 място
- 2017 г. – 86 милиарда, 1 място
- 2018 г. – 90 милиарда, 2 място след Джеф Безос.

## Виж още
- Майкрософт
- MSN
- Windows
  - DOS